# Called Out in the Dark
«Called Out in the Dark» —en español: «Llamado en la oscuridad»— es una canción de la banda de rock irlandesa Snow Patrol. La canción fue lanzada como el primer sencillo del sexto álbum de estudio Fallen Empires, el 2 de septiembre de 2011.

## Video musical
Brett Simon dirigió el video musical que acompañó el lanzamiento de "Called Out in the Dark", lanzado por primera vez en YouTube el 17 de agosto de 2011. Con un baile coreografiado por Noémie Lafrance, cuenta con apariciones de Tara Summers y Jack Davenport.
El vídeo musical, centrado en el rodaje de un vídeo, muestra a Gary Lightbody (como suplente), entre bailarines y el cantante interpretado por Davenport, se comporta como una molestia en el set de rodaje. Lightbody se esfuerza por participar en el video, pero Tara Summers (la directora) se lo impide. Al final del video, los bailarines están en ropa interior y Lightbody toma la cámara mientras esta se aleja.

## Lista de canciones
| Descarga digital |                          |          |  |
| N.º              | Título                   | Duración |  |
| 1.               | «Called Out in the Dark» | 4:03     |  |
| 2.               | «Fallen Empires»         | 5:20     |  |
| 3.               | «My Brothers»            | 3:32     |  |
| 4.               | «I'm Ready»              | 3:23     |  |

| CD sencillo |                          |          |  |
| N.º         | Título                   | Duración |  |
| 1.          | «Called Out in the Dark» | 4:03     |  |
| 2.          | «My Brothers»            | 3:32     |  |

| CD sencillo |                                         |          |  |
| N.º         | Título                                  | Duración |  |
| 1.          | «Called Out in the Dark» (radio mix)    | 3:32     |  |
| 2.          | «Called Out in the Dark» (instrumental) | 4:02     |  |

## Posicionamiento en listas
| Listas (2011–2012)                            | Mejor posición |
| --------------------------------------------- | -------------- |
| Alemania (Offizielle Deutsche Charts)         | 15             |
| Austria (Ö3 Austria Top 40)                   | 23             |
| Bélgica (Flandes) (Ultratop 50)               | 7              |
| Bélgica (Valonia) (Ultratop 50)               | 10             |
| Canadá (Canadian Hot 100)                     | 70             |
| Dinamarca (Tracklisten)                       | 35             |
| Escocia (Scottish Singles Sales Chart)        | 8              |
| Estados Unidos (Billboard Hot 100)            | 78             |
| Estados Unidos (Adult Alternative Songs)      | 5              |
| Estados Unidos (Adult Contemporary)           | 27             |
| Estados Unidos (Adult Top 40)                 | 15             |
| Estados Unidos (Alternative Airplay)          | 36             |
| Estados Unidos (Hot Rock & Alternative Songs) | 37             |
| Finlandia (OFC)                               | 20             |
| Hungría (Rádiós Top 40)                       | 30             |
| Irlanda (IRMA)                                | 5              |
| Nueva Zelanda (Recorded Music NZ)             | 35             |
| Países Bajos (Dutch Top 40)                   | 10             |
| Reino Unido (UK Singles Chart)                | 11             |
| Suiza (Schweizer Hitparade)                   | 11             |

## Historial de lanzamientos
| País        | Fecha                   | Formato          | Sello           |
| ----------- | ----------------------- | ---------------- | --------------- |
| Reino Unido | 2 de septiembre de 2011 | Descarga digital | Polydor Records |